# Ampelomixia
Ampelomixia (griech. ἀμπελομιξία; aus  ἄμπελος, ámpelos, „Weinrebe“ und  μείγνυμι, meígnymi, „vereinigen“) ist ein spätgriechischer Begriff, der satirisch den Geschlechtsverkehr mit Weinreben bezeichnet. Er tritt erstmals im 2. Jahrhundert n. Chr. beim Schriftsteller Lukian von Samosata auf.

## Etymologie
Die Bezeichnung ἀμπελομιξία, ampelomixía ist ein griechisches Kompositum zusammengesetzt aus den Wörtern ἄμπελος ámpelos (Weinstock, Rebe) und μιξία, mixía (die Vermischung). Letzteres ist abgeleitet vom Verb μείγνυμι, meígnymi (mischen; (sich) vereinigen) und bedeutet auch ganz speziell „Begattung“, „Geschlechtsverkehr“. Also lässt sich ampelomixia mit „Weinrebenbegattung“ übersetzen.

## Ampelomixia bei Lukian
Der Ausdruck ampelomixía findet sich einmal (hapax legomenon) im Werk Wahre Geschichten, (ἀληθῶν διηγημάτων, alēthōn diēgēmátōn) des antiken Schriftstellers Lukian von Samosata (ca. 120–180 n. Chr.). Bei den Wahren Geschichten handelt es sich um einen fiktiven Reisebericht, der Homers Odyssee und den hellenistischen Abenteuerroman parodiert. Mit zahlreichen absurden und komischen Lügengeschichten stellt Lukian den Seemannsgarn-Charakter dieser beliebten Erzählgattungen bloß. Im Verlauf seiner Segelreise will der Ich-Erzähler unter anderem eine Insel mit einem Fluss besucht haben, in dem Wein statt Wasser fließt. Bei der Erkundung der Insel stoßen der Erzähler und seine Gefährten auf Mischwesen, die halb Frauen, halb Weinreben sind:
| Τότε δὲ τὸν ποταμὸν διαπεράσαντες ᾗ διαβατὸς ἦν, εὕρομεν ἀμπέλων χρῆμα τεράστιον· τὸ μὲν γὰρ ἀπὸ τῆς γῆς, ὁ στέλεχος αὐτὸς εὐερνὴς καὶ παχύς, τὸ δὲ ἄνω γυναῖκες ἦσαν, ὅσον ἐκ τῶν λαγόνων ἅπαντα ἔχουσαι τέλειατοιαύτην παρ᾿ ἡμῖν τὴν Δάφνην γράφουσιν ἄρτι τοῦ Ἀπόλλωνος καταλαμβάνοντος ἀποδενδρουμένην. ἀπὸ δὲ τῶν δακτύλων ἄκρων ἐξεφύοντο αὐταῖς οἱ κλάδοι καὶ μεστοὶ ἦσαν βοτρύων. καὶ μὴν καὶ τὰς κεφαλὰς ἐκόμων ἕλιξί τε καὶ φύλλοις καὶ βότρυσι. | Nachdem wir hierauf den Fluß, an einer Stelle wo er sehr seicht war, durchwatet hatten, stießen wir auf eine wunderbare Art von Reben; von unten auf nämlich war jeder Stock grünes und knotiges Rebholz; von oben hingegen waren es Frauenzimmer, die bis zum Gürtel herab, alles was sich gebührt in der größten Vollkommenheit hatten; ungefähr so, wie man bei uns die Daphne malt, wenn sie in Apollos Umarmung zum Baume wird. Ihre Finger liefen in Schößlinge aus, die voller Trauben hingen; auch waren ihre Köpfe statt der Haare mit Ranken, Blättern und Trauben bewachsen. |
Die Gefährten des Erzählers fühlen sich von den Mischwesen angezogen und vollziehen mit ihnen den Geschlechtsakt. Dabei wachsen sie jedoch fest und verwandeln sich selbst in Weinreben:
| καὶ δύο τινὲς τῶν ἑταίρων πλησιάσαντες αὐταῖς οὐκέτι ἀπελύοντο, ἀλλ᾿ ἐκ τῶν αἰδοίων ἐδέδεντο· συνεφύοντο γὰρ καὶ συνερριζοῦντο. καὶ ἤδη αὐτοῖς κλάδοι ἐπεφύκεσαν οἱ δάκτυλοι, καὶ ταῖς ἕλιξι περιπλεκόμενοι ὅσον οὐδέπω καὶ αὐτοὶ καρποφορήσειν ἔμελλον. | Einige von ihnen kam sogar die Lust an, sich mit uns zu begatten; aber ein Paar von meinen Gefährten, die ihnen zu Willen waren, mußten ihre Lüsternheit teuer bezahlen. Denn sie konnten sich nicht wieder losmachen, sondern wuchsen dergestalt mit ihnen zusammen, daß sie zu einem einzigen Stocke mit gemeinschaftlichen Wurzeln wurden; ihre Finger verwandelten sich in Rebschoße, voll durch einander geschlungner Ranken, und fingen bereits an Augen zu gewinnen und Früchte zu versprechen. |
Der Ausdruck ampelomixía fällt, als der Erzähler fluchtartig zu seinem Schiff zurückgekehrt ist und den dort verbliebenen Gefährten von den Vorkommnissen berichtet:
| ...διηγούμεθα ἐλθόντες τά τε ἄλλα καὶ τῶν ἑταίρων τὴν ἀμπελομιξίαν. | ...wo wir [...] alles erzählten was wir gesehen hatten, besonders auch das Abenteuer der beiden, denen die Umarmung der Reb-Weiber so übel bekommen war. (Übersetzung nach Christoph Martin Wieland) |

## Rezeptionsgeschichte
Die Behandlung der Lukian-Stelle in der Altphilologie ist ein Spiegel der jeweiligen Moralvorstellungen. In vielen Textausgaben, vor allem solchen, die ad usum Delphini bestimmt sind, ist die entsprechende Stelle gekürzt, da sie als moralisch anstößig empfunden wurde. Bei Übertragungen in moderne Sprachen zeigen die Übersetzer mehr oder weniger Schamgefühl:
Christoph Martin Wieland gibt Ende des 18. Jahrhunderts in seiner Lukian-Übersetzung den Begriff der Ampelomixia recht unumwunden mit „Umarmung der Reb-Weiber“ wieder. Die englische Übersetzung der Brüder Fowler von 1905 spricht mit britischem Understatement von experiment in viticulture. In Wilhelm Gemolls Standardwörterbuch von 1908 ist das Stichwort ampelomixía aufgeführt, jedoch mit der verharmlosenden Übersetzung „Verwandlung in einen Weinstock“. Hier wird die Mehrdeutigkeit der „Vermischung von Menschen mit Weinreben“ (im Sinne der Begattung wie im Sinne der Verwandlung), die in dem Wort -μιξία (-mixía) angelegt ist, ebenso vereindeutigt wie in Wielands Übertragung.